# Necropoli di Poggio Buco
La necropoli di Poggio Buco è un sito archeologico situato presso l'omonimo insediamento nel comune di Pitigliano, nella provincia di Grosseto, in Toscana.
Situata sul pianoro delle Sparne, nella valle del Fiora a circa 8 km da Pitigliano in direzione di Manciano, conserva sepolture che dimostrano una frequentazione del sito che va dal terzo quarto dell'VIII secolo a.C. al IV secolo a.C.. Le tombe più antiche sono del tipo a fossa, mentre intorno alla metà del VII secolo a.C. compaiono le prime tombe a camera, interamente scavate nella roccia di tufo e precedute da un piccolo dromos con vestibolo. Nella seconda metà del VII secolo a.C., probabilmente in connessione con i movimenti sociali che determinarono lo sviluppo di un ceto medio-alto, appaiono tombe più grandi con diverse celle funerarie che si aprono sul vestibolo. Alcune tombe, come quella della "Grotta della Regina", includono riproduzioni architettoniche scolpite nel tufo.
Le sepolture più recenti (V-IV secolo a.C.) sono caratterizzate da soffitto a cassettoni o dalla struttura "a capanna".
La maggior parte dei ritrovamenti sono custoditi presso il museo archeologico nazionale di Firenze e il museo civico archeologico di Pitigliano.